# Salomon Kalou
Salomon Kalou  (Oumé, 1985. augusztus 5. –) elefántcsontparti labdarúgó, 2020 nyarától a brazil Botafogo játékosa valamint 2007 és 2017 között az Elefántcsontparti válogatott tagja volt. Csatár, de képes a széleken is játszani. Inkább a bal oldalon szeret lenni, hisz így lehetősége van befelé cselezni és jobb lábbal kapura lőni.
Egyik testvére, Bonaventure Kalou szintén labdarúgó.

## Hollandia
Az AJ Auxerre edzője, Guy Roux le akarta igazolni bátyja, a korábbi Feyenoord játékos, Bonaventure Kalou mellé. Kalou mégis az Excelsior Rotterdamhoz, a Feyenoord fiókcsapatához igazolt. Kalou 15 gólt lőtt 11 meccsen az Excelsior színeiben a 2002–2003-as szezonban. Kitűnő teljesítményének köszönhetően megszerezte a Feyenoord, ahol három szezonon át játszott az első ligában 2003-tól 2006-ig. A Feyenoordban töltött idő alatt 35 gólt szerzett 67 bajnoki mérkőzésen, és 2005-ben megnyerte a Johan Cruyff díjat, amit minden évben a legjobb fiatal tehetség kap meg.

## Chelsea

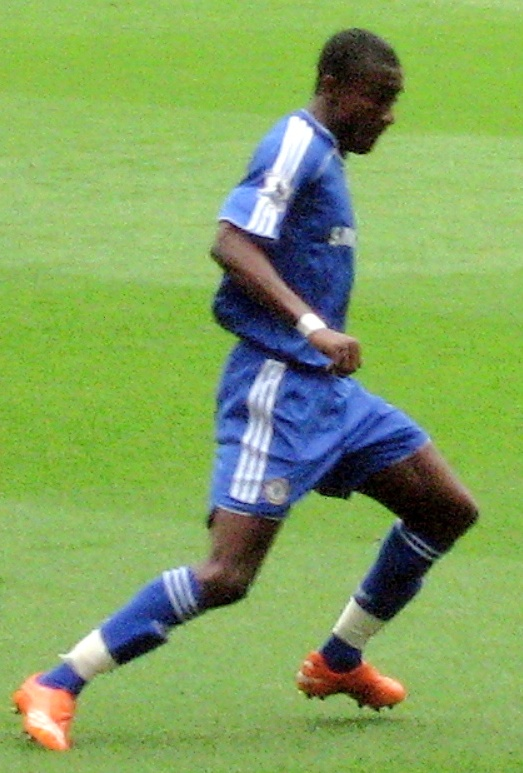
Kalou a Chelsea-ben

Kalou 2006. május 30-án igazolt az angol Chelsea-hez. 2009-ig írt alá szerződést a klubbal, és a 21-es számú mezt kapta, ami már a 2003-04-es szezon óta szabad volt. Korábban Hernán Crespo viselte, aki később már a Mateja Kežman által szabaddá tett 9-es mezt hordta.
A korábbi Chelsea menedzser, José Mourinho többször is dicsérte az elefántcsontparti játékost, szorgalmasnak, sokoldalúnak, fejlődnivágyónak nevezte. Kalou példaképének a francia Thierry Henry-t tartotta, iránta való csodálata volt az egyik tényező, hogy a Premier League-be igazolt.

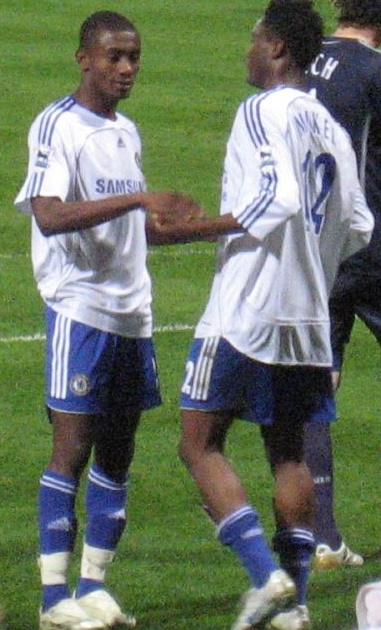
Kalou és John Obi Mikel

Kalou egyik csapattársa a Chelsea-nél a szintén elefántcsontparti Didier Drogba. Első góljait, egyből hármat a Portsmouth ellen szerezte a tartalékoknál, Scott Sinclair jegyezte az 5–0-s győzelem másik két gólját. A felnőtt csapatban először a Blackburn Rovers ellen volt eredményes a Ligakupa harmadik körében.
Első bajnoki gólját 2006 decemberében a Wigan Athletic ellen szerezte a JJB stadionban. Eredményes volt még a Blackburn Rovers és a Watford ellen is, utóbbi mérkőzésen a 93. percben talált be, amivel a Chelsea megnyerte a mérkőzést. A Tottenham Hotspur elleni FA-kupa negyeddöntőben is gólt szerzett, a mérkőzés 3–3-ra végződött. A visszavágót már a Chelsea nyerte 2–1-re, majd a Blackburn Rovers ellen ugyanezzel az eredménnyel jutottak a döntőbe. Kalou is játszott a Manchester United ellen a 2007-es döntőben, amit meg is nyertek. Kalou tovább folytatta eredményes játékát a bajnokságban a Manchester City ellen, a második félidőben szerzett gólja csak egy volt a 6–0-s győzelemmel zárult mérkőzésen a Stamford Bridge-en; valamint ő szerezte a Derby County elleni találkozó nyitógólját is. Kalou rekord számú leshelyzettel zárta a szezont: 107-szer volt lesen 30 mérkőzésen, ami jelzi, milyen támadószellemű játékos.
Kalou rendszeres játéklehetőséget kapott Avram Grant menedzsernél. Játszott a Ligakupa negyeddöntőjében a Liverpool ellen, ahol a jobb szélen kapott helyet. Több helyzetet is kialakított magának és csapattársainak a mérkőzés során; bal lábbal végzett precíz szöglete Sevcsenko fejesgólját eredményezte. 2007. december 29-én győztes gólt szerzett a Newcastle United ellen, majd a következő fordulóban ismét eredményes volt, akkor a Fulham kapuját vette be. Az Afrikai Nemzetek Kupájáról visszatérve a kezdőcsapatba került, ezt újabb gólokkal hálálta meg. Szerzett gólt a Bajnokok Ligájában az Olimpiakosz, majd a bajnokságban a Derby County ellen. A Bajnokok Ligája elődöntőjének első mérkőzésén az utolsó percben az ő szögletéből szerzett John Arne Riise öngólt, amivel a Chelsea döntetlenre hozta a mérkőzést az Anfielden. A döntőben Moszkvában Kalou lőtte a Chelsea hatodik büntetőjét a Manchester United ellen, azonban csapata 6–5-re alulmaradt a büntetőpárbajban.
Kalou már az új edző, Luiz Felipe Scolari első mérkőzésén a Guangzou ellen gólt szerzett, majd a következő szezon előtti mérkőzésen a Csengdu Blades ellen is. A bajnokságban először az 5. fordulóban, 2008. szeptember 21-én volt eredményes, méghozzá a Manchester United ellen. Csereként lépett pályára a 74. percben, majd a 80. percben John Obi Mikel szabadrúgásából fejelte be az egyenlítőgólt. Góljával a Chelsea kiegyenlített, és megtartotta 85 mérkőzéses hazai veretlenségi rekordját.

## Válogatott
Kalou teljesítménye felkeltette a holland szövetségi kapitány, Marco van Basten figyelmét, és mivel addig még nem játszott az elefántcsontparti válogatottban, lehetősége lett volna, hogy a holland válogatott tagja legyen. Ehhez azonban holland állampolgárságúnak kellett volna lennie, Rita Verdonk holland bevándorlásügyi miniszter azonban elutasította Kalou állampolgársági kérelmét.
A 2006-os világbajnokságon Hollandia és Elefántcsontpart ugyanabban a csoportban játszott. Ha Kalou holland állampolgárságot kapott volna és van Basten nevezte volna a keretbe, a saját hazája, és a testvére, Bonaventure ellen játszott volna.
Kalou-t többször is behívták az elefántcsontparti válogatottba, de minden meghívót elutasított egészen 2007. február 6-áig, mikor végül bemutatkozott a válogatottban Guinea ellen. Első nemzetközi gólját 2007. március 21-én, egy Mauritius elleni barátságos mérkőzésen szerezte. Játszott a 2008-as afrikai nemzetek kupájában is, ahol három gólt szerzett: Nigéria ellen a nyitómérkőzésen, és kettőt a Guinea elleni negyeddöntőben.

## Sikerei, díjai
Feyenoord
- Az év hollandiai labdarúgó tehetsége (2005)

Chelsea
- Premier League: 2009–10
- Angol labdarúgó-ligakupa: 2007
  - Ezüstérmes: 2008
- FA-kupa: 2007, 2009, 2010 2012
- Community Shield: 2009
  - ezüstérmes 2006, 2007
- UEFA-bajnokok ligája ezüstérmes: 2008

Elefántcsontpart
- Afrikai nemzetek kupája (1): 2015

Bajnokok Ligája győztes (2012)

## Statisztika
| Csapat              | Szezon   | Bajnokság | Bajnokság | Kupa    | Kupa  | Európa  | Európa | Összesen | Összesen |
| Csapat              | Szezon   | Meccsek   | Gólok     | Meccsek | Gólok | Meccsek | Gólok  | Meccsek  | Gólok    |
| ------------------- | -------- | --------- | --------- | ------- | ----- | ------- | ------ | -------- | -------- |
| Excelsior Rotterdam | 2003-04  | 11        | 4         | 0       | 0     | 0       | 0      | 11       | 4        |
| Feyenoord           | 2003-04  | 1         | 0         | 0       | 0     | 0       | 0      | 1        | 0        |
| Feyenoord           | 2004-05  | 30        | 19        | 1       | 1     | 7       | 4      | 38       | 24       |
| Feyenoord           | 2005-06  | 34        | 15        | 0       | 0     | 2       | 0      | 36       | 15       |
| Chelsea FC          | 2006-07  | 33        | 7         | 13      | 2     | 11      | 0      | 57       | 9        |
| Chelsea FC          | 2007-08  | 30        | 7         | 7       | 3     | 11      | 1      | 48       | 11       |
| Chelsea FC          | 2008-09  | 27        | 6         | 8       | 3     | 8       | 1      | 43       | 10       |
| Chelsea FC          | 2009-10  | 23        | 5         | 7       | 4     | 6       | 3      | 36       | 12       |
| Chelsea FC          | 2010-11  | 5         | 4         | 1       | 0     | 1       | 0      | 7        | 4        |
| Összesen            | Összesen | 194       | 67        | 37      | 13    | 46      | 9      | 277      | 89       |

(Utoljára frissítve: 2010. október 19-én) 